# NGC 6104
NGC 6104 је спирална галаксија у сазвежђу Северна круна која се налази на NGC листи објеката дубоког неба.
Деклинација објекта је + 35° 42' 27" а ректасцензија 16h 16m 30,6s. Привидна величина (магнитуда) објекта NGC 6104 износи 13,3 а фотографска магнитуда 14,2. NGC 6104 је још познат и под ознакама UGC 10309, MCG 6-36-11, CGCG 196-20, IRAS 16146+3549, PGC 57684.